# Ek Doctor Ki Maut
Ek Doctor Ki Maut (Hindi: एक डॉक्टर की मौत ek ḍȏkṭar kī maut; übersetzt: Der Tod eines Arztes) ist ein Hindi-Film von Tapan Sinha aus dem Jahr 1990.

## Handlung
Dr. Deepankar Roy ist Arzt in einem staatlichen Krankenhaus und hat sich zuhause ein privates Labor eingerichtet, wo er zum Ärger seiner Frau Seema ganze Nächte mit Experimenten zur Forschung an einem Impfstoff gegen Lepra verbringt. Sie fühlt sich vernachlässigt und erwägt sogar eine Trennung. Doch nach jahrelanger und fleißiger Arbeit scheint Dr. Roy einen Durchbruch erzielt zu haben. Der Wissenschaftsjournalist Amulya überredet Dr. Roy, seine Forschung publik zu machen. Schnell breitet sich die Neuigkeit in den Medien aus. Seema ist stolz auf ihren Mann nachdem sie die Meldung in der Amrita Bazar Patrika gelesen hat. Sein Studienfreund Dr. Arijit Sen, ein Arzt mit erfolgreicher Privatpraxis, zollt ihm Anerkennung und er erhält Unterstützung von seinem Mentor, dem Mikrobiologen Dr. Kundu.
Wegen der langen Inkubationszeit von Lepra, plädiert Dr. Roy für eine Impfung während der Schwangerschaft, die dem Kind eine lebenslange Immunität verleiht. Insbesondere der von Dr. Roy beobachtete mögliche Nebeneffekt einer Heilung von Unfruchtbarkeit zieht das Interesse der Öffentlichkeit und der Mediziner auf sich. Anstatt aber die Entdeckung als einen großen Schritt der Medizin aufzunehmen, begegnet Dr. Roy nur deren Skepsis. Gynäkologen sind der Ansicht, dass dieser Impfstoff zur Unfruchtbarkeit der Frau führen kann. Dr. Roy wird vom Direktor des Gesundheitsamts Dr. Khastagir drangsaliert, weil die einflussreichen Gynäkologen Dr. Ramanand Chatterjee und Dr. Prashant Mullick Druck machen. Die Situation eskaliert als der hitzköpfige Dr. Roy die Argumente des Vorgesetzten als unwissenschaftlich bezeichnet und ihn in seinem Büro beleidigt. Von den Gynäkologen aufgehetzte Medizinstudenten laden Dr. Roy zu einem Vortrag ein, nur um ihn vorzuführen.
Inzwischen hat Dr. Kundu die Erkenntnisse an die John Anderson Foundation in London gemeldet. Wegen ungehorsamen Verhaltens wird Dr. Roy in ein abgelegenes Dorf versetzt, wo er nicht mehr an seinen Forschungen arbeiten und seine Aufzeichnungen vervollständigen kann. Das Antwortschreiben der John Anderson Foundation mit einer Einladung für Dr. Roy unterschlägt Dr. Khastagir, doch sie senden Dr. Emily Bernard zu Dr. Roy in das Dorf, damit sie dessen Unterlagen sichtet.
Durch den fürsprechenden Einsatz von Dr. Sen kommt Dr. Roy zurück nach Kalkutta. Seine Aufzeichnungen darf Dr. Roy aber erst nach Zustimmung eines Expertenkomitees versenden. Das Komitee ist eine Farce aus zwei Gynäkologen, u. a. Dr. Ramanand Chatterjee, und zwei noch inkompetenteren Repräsentanten von Lepraanstalten. Mikrobiologen, die Dr. Roys Arbeit beurteilen könnten, sind nicht dabei. Dr. Roy gibt wegen der Widerstände und fehlenden Unterstützung auf. Kurze Zeit später entwickeln zwei Amerikaner den gleichen Impfstoff und erhalten große Anerkennung und Verdienste für die eigentlich von Dr. Roy erfundene Methode. Dies bringt ihn dazu, alle seine Versuchstiere zu töten. Dr. Kundu überbringt Dr. Roy eine Einladung von Dr. Bernard, an einem Labor in Chicago zu arbeiten. Die letzte Einstellung ist ein abhebendes Flugzeug.

## Hintergrund
Tapan Sinha schrieb das Drehbuch und die Dialoge nach der Geschichte Abhimanyu des bengalischen Autors Ramapada Chowdhury und ließ sich vom Schicksal des bengalischen Arztes Subhash Mukhopadhyay inspirieren. Dieser hatte 1978 die erste künstliche Befruchtung in Indien vorgenommen.
Für die Ausstattung des Films war Art Director Ashoke Bose verantwortlich. Die Kostüme entwarf Arundhati Devi. Die Aufnahmen entstanden im „New Theatres Studio 1“.

## Auszeichnungen
- National Film Award
  - National Film Award/Zweitbester Film an Tapan Sinha und National Film Development Corporation
  - National Film Award/Beste Regie an Tapan Sinha
  - National Film Award/Spezialpreis der Jury an Pankaj Kapur

- Bengal Film Journalists' Association Award
  - BFJA Award/Bester Film
  - BFJA Award/Beste Regie an Tapan Sinha

- Filmfare Award 1992
  - Filmfare Award/Bestes Drehbuch an Tapan Sinha